# U progu lata
U progu lata (tytuł oryginalny: Në fillim të verës) – albański film fabularny z roku 1975 w reżyserii Gëzima Erebary.

## Opis fabuły
Akcja filmu rozgrywa się w roku 1942. W jednym z nadbrzeżnych miast Albanii znajduje się włoska baza wojskowa ze znacznymi zapasami amunicji. Jaho Labi zatrudnia się w bazie jako portier, podobnie jak Vera. Nawiązują kontakt z komunistycznymi partyzantami i dzięki pomocy porucznika Gurabardhiego, który służy w armii włoskiej udaje się przejąć zasoby bazy.
Zdjęcia do filmu realizowano w Sarandzie, Wlorze i w Krui.
Film otrzymał główną nagrodę na I Festiwalu Filmu Albańskiego w kwietniu 1976 r. w Tiranie. Nagrodami państwowymi zostali uhonorowani: autor scenariusza - Peçi Dado i odtwórca głównej roli - Sandër Prosi.

## Obsada
- Sandër Prosi jako Jaho Labi
- Demir Hyskja jako Mali
- Astrit Çerma jako Shpetim
- Agim Shuke jako Sandri
- Guljelm Radoja jako porucznik Gurabardhi
- Ndrek Luca jako generał Piccioni
- Minella Borova jako Fumagali
- Sheri Mita jako major Bertini
- Albert Verria jako kapral Pellegini
- Elida Cangonji jako Vera
- Tinka Kurti jako matka Very
- Ndrek Prela jako Riza, ojciec Very
- Lazër Filipi jako Shaqo Bregu
- Bujar Lako jako Misto
- Besim Kurti jako Mikele
- Petrika Riza jako Rapi, brat Very
- Sotiraq Bratko jako operator telewizyjny
- Besa Imami jako Tana
- Andon Qesari jako kwestor
- Mirjana Deti jako Włoszka
- Niko Kanxheri jako żołnierz Moretti
- Merkur Bozgo jako robotnik